# Georg Schelling
Georg Schelling (* 26. September 1906 in Buch, Vorarlberg; † 8. Dezember 1981 in Rum, Tirol) war katholischer Priester, Chefredakteur sowie Häftling und Lagerdekan im KZ Dachau.

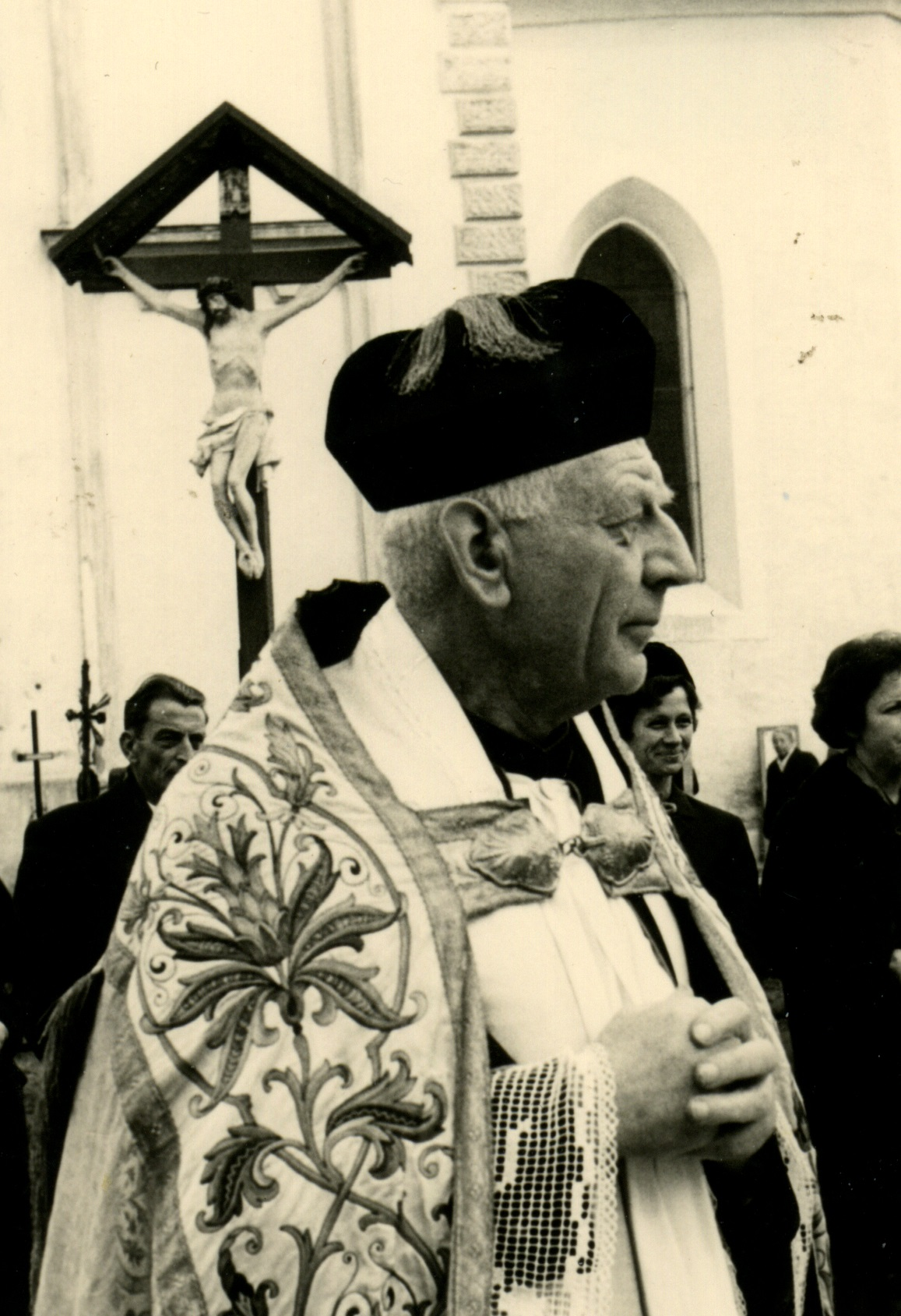
Georg Schelling um 1965

## Leben

### Anfänge
Georg Schelling wurde in Buch geboren, besuchte das Gymnasium in der Mehrerau in Bregenz und schloss es 1926 mit der Reifeprüfung ab. In Brixen studierte er anschließend Theologie und empfing am 29. Juni 1930 im Innsbrucker Dom die Priesterweihe.
Von 1931 bis 1934 wirkte Schelling als Kaplan in Hohenems, war später Benefiziat in Bregenz und leitete als Chefredakteur die christlichsoziale Tageszeitung Vorarlberger Volksblatt.

### NS-Verfolgung
Schelling war als katholischer Priester ein entschiedener Gegner des Nationalsozialismus. Bis 1938 ließ er NS-kritische Artikel im Vorarlberger Volksblatt veröffentlichen. Als Chefredakteur ermunterte er deutsche politische Exilanten, kritisch über die Verhältnisse in NS-Deutschland zu schreiben und prangerte selbst das kirchen- und menschenfeindliche Vorgehen in Hitler-Deutschland an.
Am 21. März 1938, kurz nach dem Anschluss Österreichs, wurde Schelling in Bregenz verhaftet und von der Gestapo verhört. Nach einigen Wochen wurde er ins Innsbrucker Zentralgefängnis der Gestapo überstellt und von dort ins KZ Dachau überführt, wo er am 31. Mai 1938 ankam. Vorübergehend – vom 26. September 1939 bis Anfang Dezember 1940 – war er Häftling in Buchenwald, dann, bis zu seiner Entlassung im März 1945, wieder in Dachau. Am 5. Juni 1938 schrieb er an seine Familie aus Dachau:
Ab Dezember 1940 gab es in Dachau den sogenannten Priester- oder Pfarrerblock, in dem es den von den übrigen Häftlingen abgeschotteten Priestern verschiedener Konfessionen gestattet war, Messen zu feiern. Am 17. März 1943 wurde Schelling Lagerkaplan und im Oktober 1944 vom Münchner Kardinal Michael Faulhaber zum Lagerdekan über die bis zu 1800 gefangenen Geistlichen aus allen europäischen Ländern bestellt. Insgesamt durchliefen das KZ Dachau 2.796 Priester.
Am 12. April 1945 wurde er aus dem KZ entlassen. Sein Nachfolger als Lagerdekan wurde Andreas Rieser.
Trotz der Sonderstellung der Priester in Dachau unterlag auch Schelling den Repressalien und der Willkür der SS-Aufseher. So wird von 47 Tagen Hungerbunker und insgesamt 14 Monaten Strafkompanie, von Schlägen und Misshandlungen berichtet.

### Nach dem Krieg
Nach seiner Entlassung, kurz vor Befreiung des KZ Dachau durch US-amerikanische Truppen, nahm er ab Juni sein Priesteramt in Vorarlberg wieder auf, war zwei Jahre Kaplan in Altach und leitete vom 30. November 1947 bis zu seinem Tod die Pfarrei Nenzing und seit 1967 als Dekan das neu entstandene Dekanat Walgau-Walsertal.
1961 wurde Schelling von Papst Johannes XXIII. zum Päpstlichen Geheimkämmerer (Monsignore) ernannt. Darüber hinaus wurde ihm das Silberne Ehrenzeichen des Landes Vorarlberg und das Ehrenzeichen für Verdienste um die Befreiung Österreichs verliehen. Die politische Gemeinde Nenzing hat ihn für „hervorragenden Verdienste zum Wohle der Gemeinde“ zu ihrem Ehrenbürger ernannt.
Georg Schelling verstarb am 8. Dezember 1981 im Alter von 75 Jahren im Sanatorium der Kreuzschwestern in Rum und wurde im Priestergrab auf dem Dorffriedhof von Nenzing beerdigt.

## Veröffentlichungen
- Festung Vorarlberg. Ein Bericht über das Kriegsgeschehen 1945 in unserem Lande. Teutsch, Bregenz 1947 (neu erschienen und bearbeitet von Meinrad Pichler unter Mitarbeit von Emmerich Gmeiner. 3. Aufl. Bregenz 1987), ISBN 3-900252-00-9.
- Die Nacht ist um! In: Vorarlberger Volkskalender 1947, S. 121–129.
- Die Schallert. Familienkundliche Bemerkungen zur Stammrolle, 1952.
- Erinnerungen des letzten geistlichen Redakteurs. In: 100 Jahre Vorarlberger Volksblatt. 1866–1966. 1966.
- Die Gefallenen der Gemeinde Nenzing, 1974.